# Ferdinand von Angern
Ferdinand Ludwig Friedrich von Angern, auch Ludolph oder Ludolf von Angern, (* 12. Februar 1757 in Magdeburg; † 8. Februar 1828 in Sülldorf) war ein deutscher Politiker. Er war preußischer Staats- und Finanzminister.

## Leben
Ferdinand von Angern ist der Sohn vom Landrat Gebhard Rudolph Friedrich Ludolph von Angern, der von 1764 bis zu seinem Tode 1791 Landrat des Holzkreises I im Herzogtum Magdeburg war und gehörte dem Adelsgeschlecht von Angern an. 1777 begann Ludolph seine Beamtenlaufbahn an der Kriegs- und Domänenkammer in Magdeburg. 1782 wechselte er nach Berlin, dort erfolgte 1794 seine Ernennung zum Oberfinanzrat. 1796 ging er als Kammerpräsident nach Magdeburg zurück. Sieben Jahre später wurde er 1803 als königlich-preußischer Staats- und Finanzminister von König Friedrich Wilhelm III. von Preußen nach Berlin berufen. 1807 erfolgte seine Entlassung. Auf seinem Gut Sülldorf bei Magdeburg verbrachte er seinen Lebensabend und beschäftigte sich u. a. mit der Fabrikation von Rübenzucker.

## Familie
Am 16. Juni 1782 heiratete er Caroline Dorothee Charlotte von Möllendorff. Aus dieser Ehe gingen elf Kinder hervor, von denen nur zwei Töchter heirateten. Mit ihnen starb dieser Zweig des Adelsgeschlechts von Angern aus.
Die verheirateten Töchter waren:
- Maria Editha (* 21. Januar 1804; † 22. Januar 1839) ⚭ 3. Dezember 1833 Friedrich Josef Johann Karl von Itzenplitz (* 6. September 1793; † 1875) Sohn von Peter Alexander von Itzenplitz[1]
- Emilie Amalgunde (* 26. August 1787; † 17. Dezember 1804)  ⚭ 8. März 1804  Werner Friedrich Achaz von der Schulenburg-Kehnert (* 7. April 1778; † 5. August 1804)[2][3] Sohn von Friedrich Wilhelm von der Schulenburg-Kehnert

zudem:
- Eveline (* 6. Juli 1793; † 31. Mai 1865)
- Agnes   (* 9. Mai 1799; † 9. März 1885)

## Ehrungen
- Roter Adlerorden (1806)[4]
- Eisernes Kreuz